# لويس كوفمان (موسيقي)
لويس كوفمان (بالإنجليزية: Louis Kaufman)‏ هو موسيقي أمريكي، ولد في 10 مايو 1905 في بورتلاند في الولايات المتحدة، وتوفي في 9 فبراير 1994 في لوس أنجلوس في الولايات المتحدة.

## وصلات خارجية
- لويس كوفمان على موقع IMDb (الإنجليزية)
- لويس كوفمان على موقع ميوزك برينز (الإنجليزية)
- لويس كوفمان على موقع أول ميوزيك (الإنجليزية)
- لويس كوفمان على موقع ديسكوغز (الإنجليزية)